# Willemsea bimaculata
Willemsea bimaculata är en insektsart som först beskrevs av Willemse, C. 1922.  Willemsea bimaculata ingår i släktet Willemsea och familjen gräshoppor. Inga underarter finns listade i Catalogue of Life.